# افي لويس
افي لويس هو مخرج كندي، ولد في 1968 في كندا.

## وصلات خارجية
- افي لويس على موقع IMDb (الإنجليزية)
- افي لويس على موقع الموسوعة البريطانية (الإنجليزية)
- افي لويس على موقع ألو سيني (الفرنسية)
- افي لويس على موقع أول موفي (الإنجليزية)
- افي لويس على موقع قاعدة بيانات الفيلم (الإنجليزية)
- افي لويس على موقع كينوبويسك (الروسية)